# Pelikan Holding

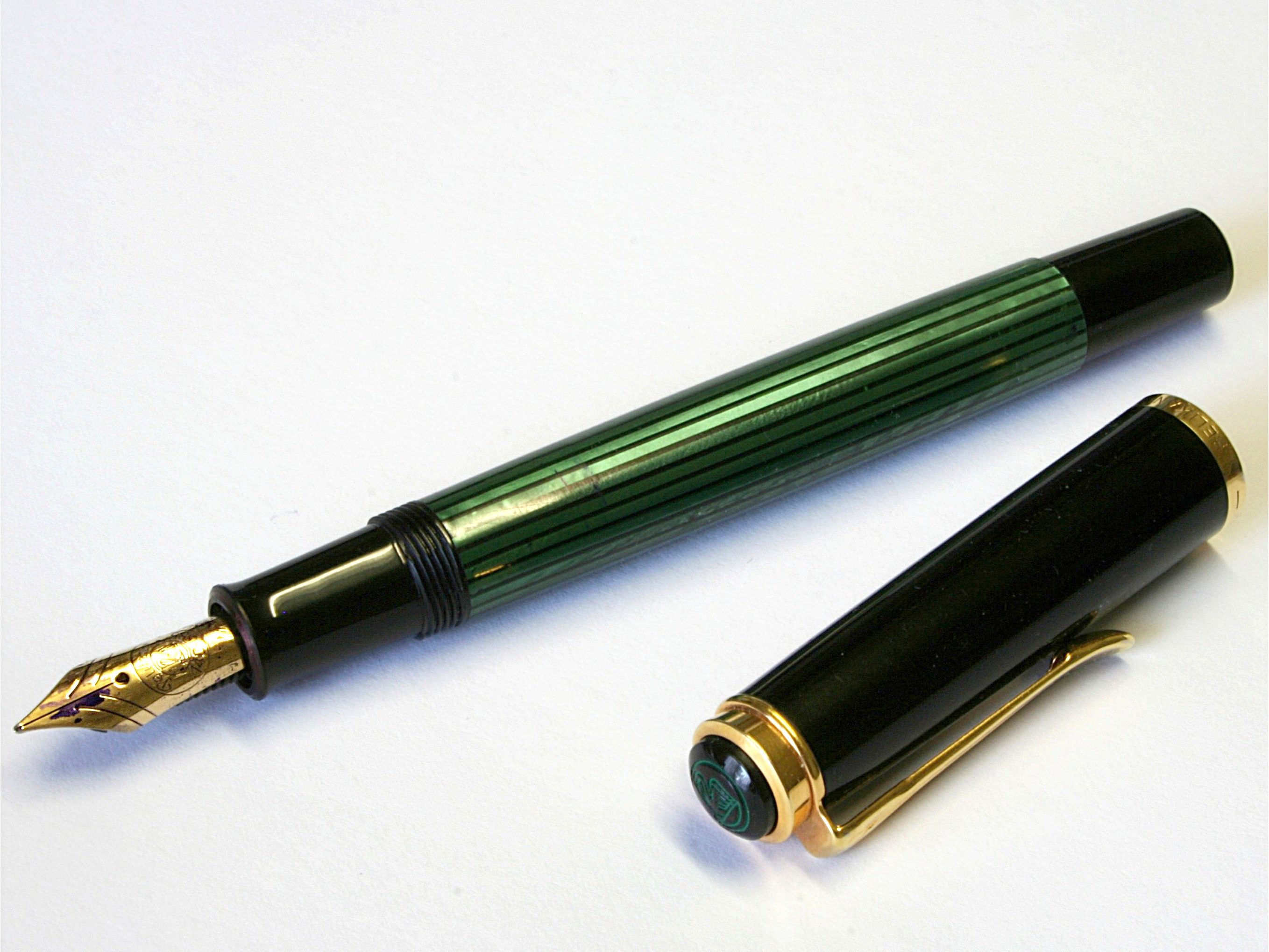
Pelikan M400 (1982–1997)

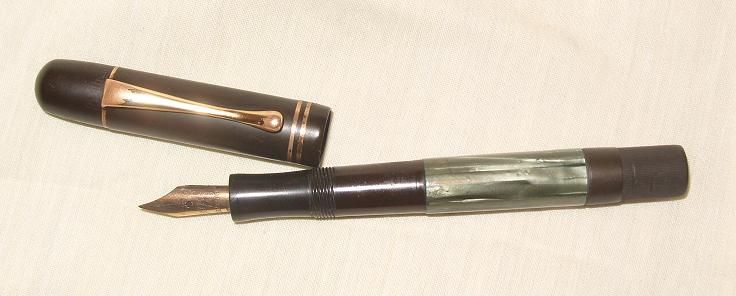
Pelikan 100 – pierwsze pióro produkowane przez Pelikana

Pelikan Holding AG – przedsiębiorstwo zajmujące się produkcją przyborów piśmienniczych, głównie piór wiecznych.

## Historia
Założona w 1838 roku firma Pelikan przez długi czas znana była jako producent atramentu. W 1863 roku kierownikiem firmy został Gunther Wagner, który ze swojego herbu rodzinnego – pelikana w gnieździe – zrobił logo firmy. W 1901 roku rozpoczęła się produkcja serii atramentów Pelikan 4001 – produkowanej do dziś.
Historia Pelikana jako producenta piór wiecznych zaczęła się dopiero w roku 1929, kiedy pojawiło się pierwsze wieczne pióro tej firmy. Początkowo znane jako po prostu „pióro wieczne Pelikan”, nieco później otrzymało nazwę Pelikan 100. Produkt był rewolucyjny – to pierwsze w historii pióro wieczne, w którym zastosowano tłoczkowy system napełniania. Warto zauważyć, że zapoczątkowany wtedy wzorzec – niewymienny tłoczek, zielony korpus i czarna skuwka ze złoconym klipsem w kształcie dzioba pelikana – jest do dziś typowy dla tej firmy. W latach 50. wprowadzone na rynek zostało pióro Pelikan 400, które stało się głównym wzorcem dla serii Tradition i Souveran produkowanych współcześnie.
Obecnie Pelikan zalicza się do najbardziej rozpoznawalnych marek piór wiecznych.